# شاه‌آسیابک خانه‌بدوش
شاه‌آسیابک خانه‌بدوش (انگلیسی: Anax ephippiger) گونه‌ای از آسیابک از خانواده دوزندگان است. این حشره از طریق بادهای موسمی به قلمرو آفریقای گرمسیری، اروپا، آسیای مرکزی و جنوبی مهاجرت می‌کند.

## پراکندگی

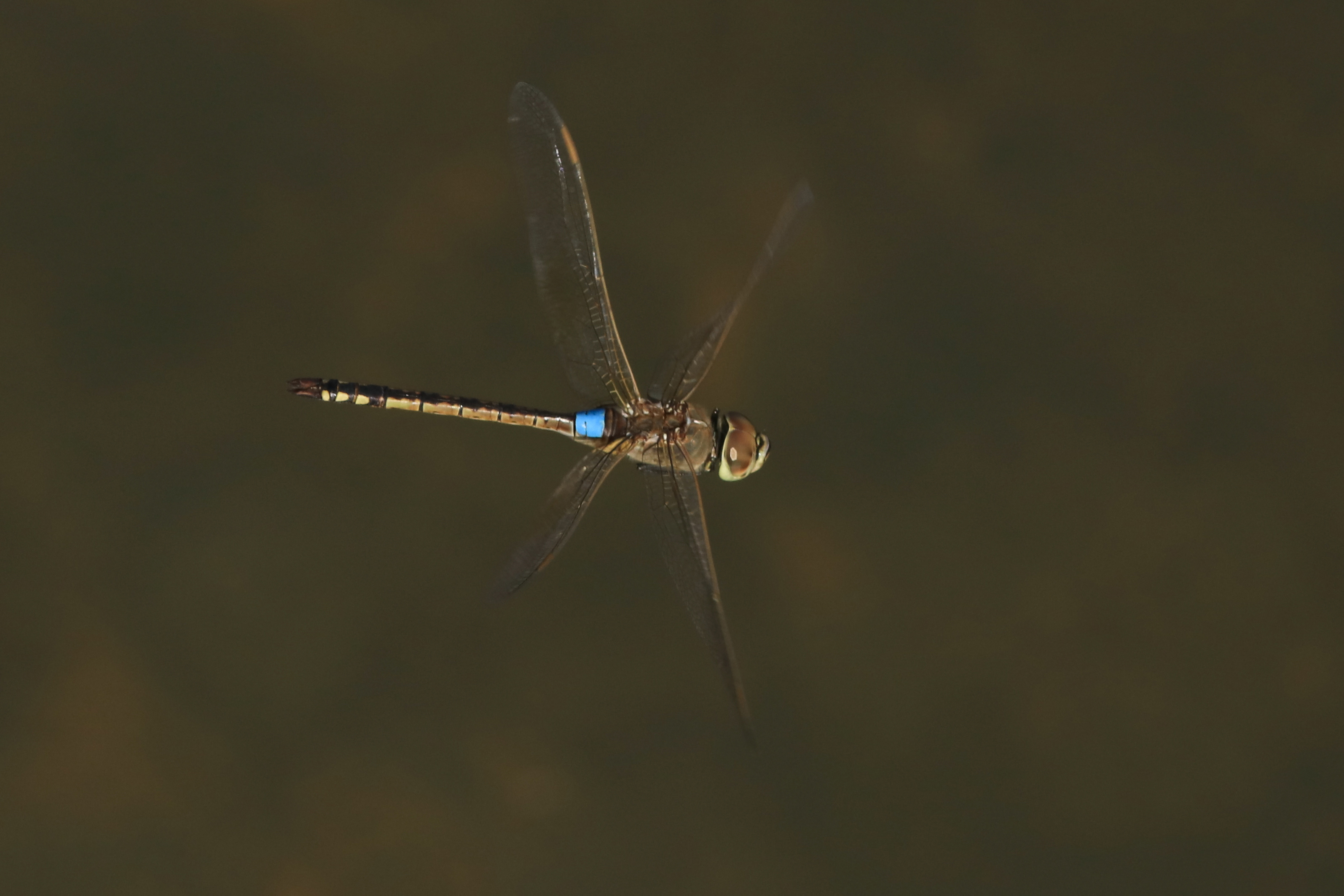
شاه‌آسیابک خانه‌بدوش نر در امارات متحده عربی.

این گونه در الجزایر، آنگولا، بوتسوانا، کامرون، چاد، جمهوری دموکراتیک کنگو، ساحل عاج، مصر، گینه استوایی، اتیوپی، گامبیا، غنا، کنیا، ماداگاسکار، مالاوی، موریتانی، موریس، مراکش، موزامبیک، نامیبیا، نیجر، نیجریه، سائوتومه و پرنسیپ، سنگال، سیشل، سومالی، آفریقای جنوبی، سری‌لانکا، هند، سودان، تانزانیا، توگو، اوگاندا، امارات متحده عربی، زامبیا، زیمبابوه و احتمالاً بوروندی یافت می‌شود.
این گونه در مالت در سال ۱۹۵۷ ثبت شد و از آن زمان تاکنون هر چند سال یکبار دیده می‌شود که در تعداد زیادی مهاجرت می‌کند. هرگز زادآوری آن در مجمع الجزایر مالت ثبت نشده‌است.
شاه‌آسیابک خانه‌بدوش به‌طور فزاینده‌ای در کرانه‌های جنوبی انگلستان و تا ۱۶ کیلومتری از سواحل این کشور ثبت می‌شود - یکی از این سنجاقک‌ها در کنپ وایلدلند در نوامبر ۲۰۲۱ مشاهده شد. (پنجمین رکورد تأیید شده برای آن سال)

## شرح و زیستگاه

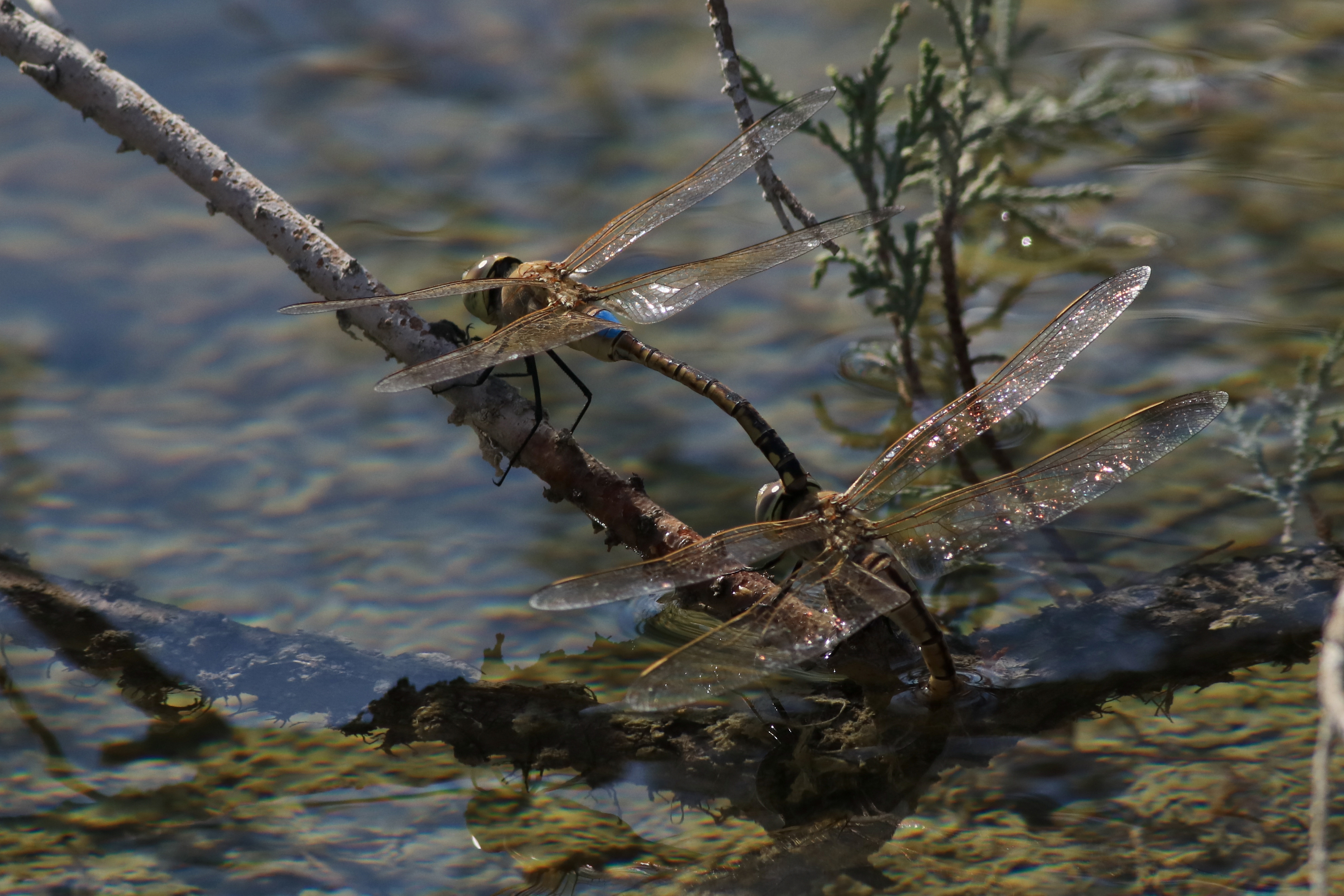
یک جفت شاه‌آسیابک خانه‌بدوش در امارات متحده عربی.

این گونه سنجاقک بزرگ با چشمانی به رنگ زرد مایل به سبز است. سینه آن قهوه‌ای زیتونی - روشنتر در کناره‌ها- است. بال‌هایش شفاف با لکه‌ای کهربایی مایل به زرد است. شکم به رنگ اخرایی و علامت گذاری شده با آبی لاجوردی و قهوه ای مایل به قرمز است. بند ۲ در قسمت پشتی به رنگ آبی روشن (خاکستری- آبی روشن در جنس ماده) و کناره‌ها سبز کم رنگ می‌باشد. بندهای ۳ تا ۷ به رنگ زرد زیتونی با نوارهای نامنظم قهوه‌ای مایل به قرمز در وسط پشتی و حلقه‌های باریک به رنگ سیاه در راس بند هستند. یک نوار پهن قهوه‌ای متمایل به سیاه در وسط پشتی در بندهای ۸ و ۹ وجود دارد که یک جفت لکه زرد سه‌گوش را در انتهای بند محصور کرده‌اند. بند ۱۰ به رنگ زرد روشن است که قاعده و وسط پشتی آن به‌طور گسترده‌ای به رنگ سیاه است. جنس ماده نیز به غیر از مواردی که ذکر شد در سایر موارد مشابه با جنس نر است.
زیستگاه طبیعی شاه‌آسیابک خانه‌بدوش تالاب‌هایی ست که درختچه‌های غالب در آنها وجود دارند. مرداب‌ها، دریاچه‌های آب شیرین، دریاچه‌های آب شیرین متناوب، باتلاق‌های آب شیرین، باتلاق‌های آب شیرین منقطع و چشمه‌های‌ آب شیرین. این گونه در مخازن کم عمق و مرداب‌ها جفت‌گیری می‌کنند.
یکی از مهاجران نادر و دورپرواز به جزایر بریتانیا که به ندرت حتی در زمستان دیده می‌شود.